# Четыре татарина
«Четыре татарина» — команда КВН из Казани, сборная Татарстана, в разных составах финалисты двух сезонов Высшей лиги, а также обладатели двух Больших КиВиНов в золотом.

## История
Впервые команда приехала на сочинский фестиваль КВН в 1994 году, но в Высшую лигу взята не была (как, например, «Уральские пельмени»). В 1997 году команда дошла до полуфинала Первой лиги.
В 1998 году команда дебютировала в Высшей лиге КВН, выиграла четвертьфинал (тогда сезон начинался с четвертьфиналов), обыграла в полуфинале «Харьковских ментов», но проиграла в финале другим дебютантам Высшей лиги — томским «Детям лейтенанта Шмидта». В 1999 году и В 2000 году команда не участвовала в Высшей лиге, но заработала «КиВиНа в золотом» — главный приз Юрмальского фестиваля. В 2000 году команда участвовала в играх Открытой Украинской лиги КВН, а в 2001 году вновь возвратилась в Высшую лигу, где заняла в одной восьмой последнее четвёртое место, но вышла в четвертьфинал жюри, решившим взять в четвертьфинал все команды (кроме занявших первые два места «ЧП» и МАМИ путёвку в следующий раунд получили также финалисты прошлого сезона «Утомлённые солнцем»). В четвертьфинале команда проиграла «Уездному городу» и будущим чемпионам — БГУ.
После этого некоторые авторы и актёры команды принимали участие в Сборных XXI века и СНГ на спецпроектах ко дню рождения КВН.
В 2003 году в Первой лиге, которая в то время проходила в Казани, вновь появилась команда под названием «Четыре татарина», в которой даже принимали участие некоторые участники первого состава, на основе команд «Казанские сироты», «9½ людей» (Альметьевск), а также некоторых других. В том году команда дошла до финала Первой лиги, где в некоторой степени развернулась ситуация, обратная финалу 1998 года — «Четыре татарина» выиграли у томского «МаксимуМа» и на правах чемпиона Первой лиги попали в Высшую лигу. В том же году они повторили достижение первого состава и взяли «Большого КиВиНа в золотом» в Юрмале. В 2004 году команда дошла до полуфинала Высшей лиге (из четвертьфинала команда добирается жюри), где заняла последнее место.
В 2005 году команда вновь выступала в Высшей лиге, дошла до финала и заняла второе место, обыграв «ЧП», но уступив «Мегаполису» и «Нартам из Абхазии».
В 2006 году второй состав выступал на юбилейной игре к 45-летию КВН.
В 2009 году после сочинского фестиваля взятая в Премьер-лигу команда КВН «Татары» сменила название на «Четыре татарина». На стадии ¼ команда выбыла, но попала в Краснодарскую лигу, где дошла до финала и разделила чемпионство с также вылетевшей из Премьер-лиги сочинской командой «Южнее некуда». В 2010 году команда на сочинском фестивале вновь попала в Премьер-лигу. На том же фестивале команда участвовала в гала-концерте, но её выступление не вошло в телевизионную версию.
В том году команда вновь остановилась на стадии четвертьфиналов.
В 2011 году в связи с изменениями в схеме сезона Премьер-лиги и набором в него всего 12 команд, «Четыре татарина» попали в Первую лигу КВН, где в первой игре ⅛ финала заняли последнее место и закончили свой сезон, несмотря на отмечавшийся редакторами высокий уровень подготовки.
В 2011 году в связи с пятидесятилетием КВН на юрмальский фестиваль «Голосящий КиВиН» были приглашены команды, уже награждённые «КиВиНом» прежде. Среди принявших приглашение оказался второй состав «Четырёх татар».
По итогам фестиваля команда была награждена одним из двух «Больших КиВиНов в тёмном» — третьим по значимости призом, эквивалентном на этом фестивале 5—6 месту (вручалось два комплекта больших КиВиНов).